# Schwedenschanze (Gersfeld)

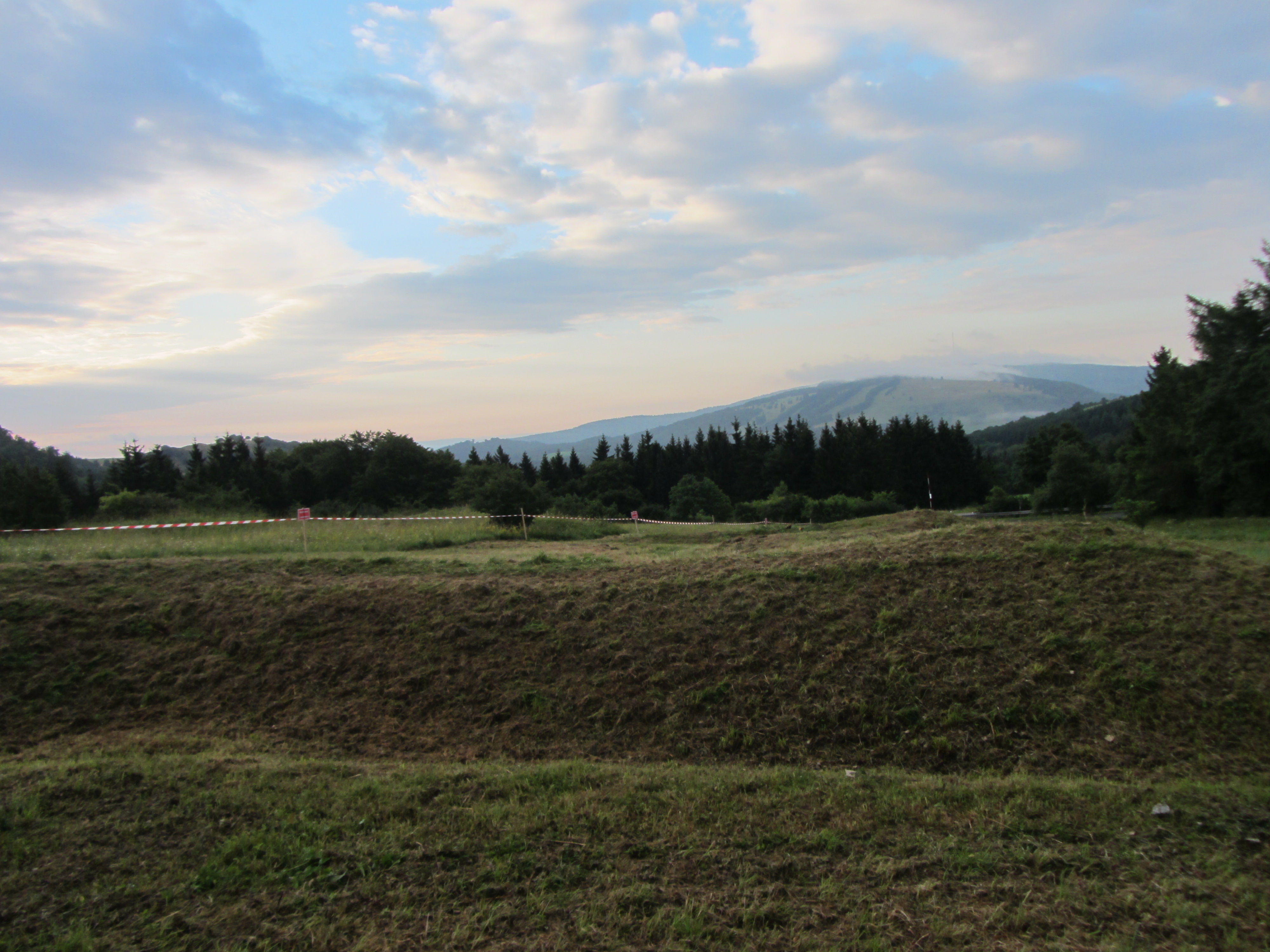
Blick auf den freigemähten Teil Schwedenschanze von Gersfeld

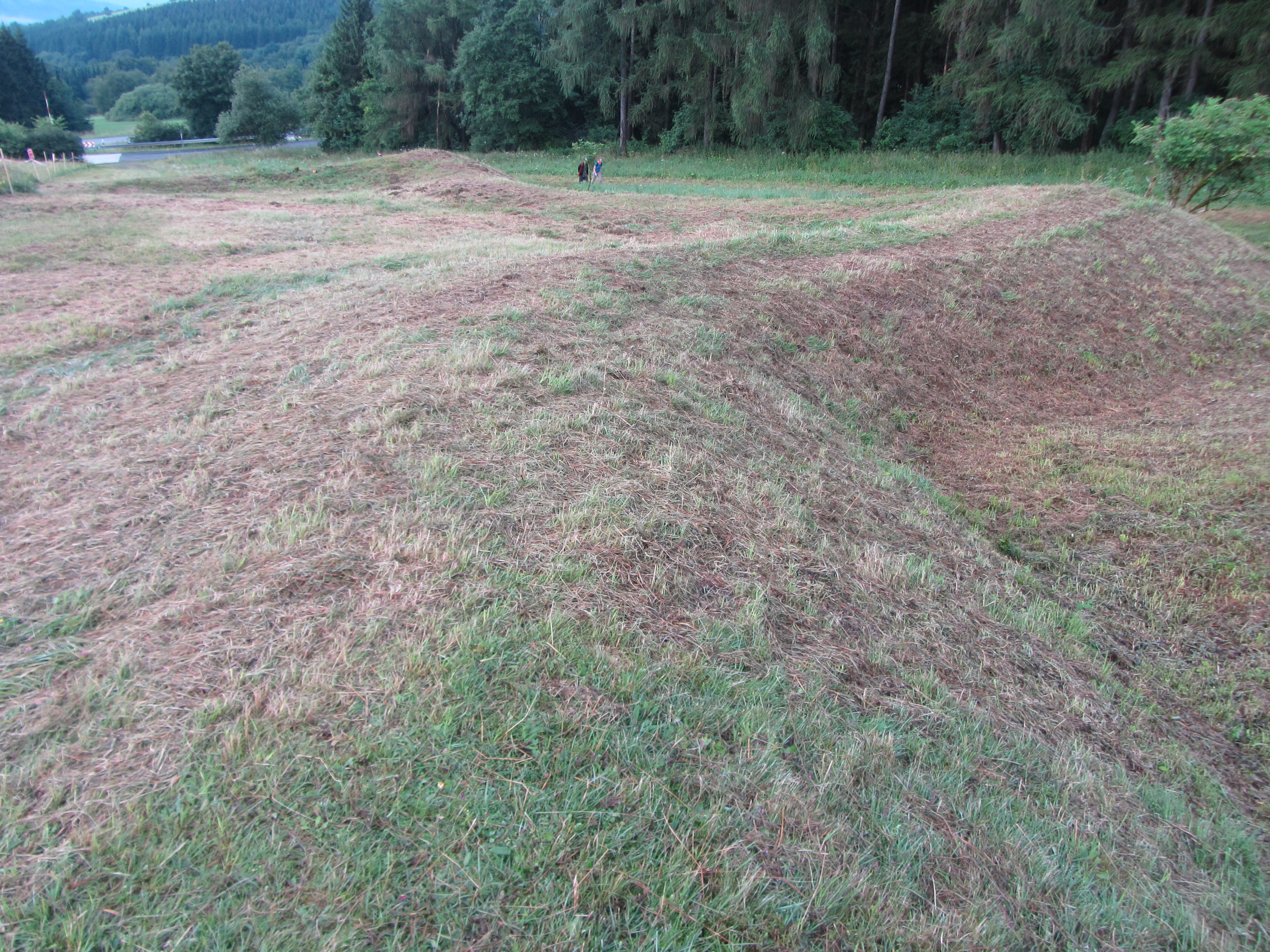
Blick auf die Sternform der Schanze

Die Reste der historischen Befestigungsanlage Schwedenschanze, ein spätmittelalterlicher bzw. neuzeitlicher Festungswall in Sternform, liegen am südöstlichen Ende der Gemarkung von Gersfeld im hessischen Landkreis Fulda.

## Lage
Das Bodendenkmal liegt am auslaufenden Osthang des Reesbergs an der Passstraße zur Hohen Hölle in der Rhön als Doppelwallanlage auf 715 Meter über NN. Hier führt heute die Landesgrenze zwischen Hessen und Bayern vorbei. Grenzsteine der ehemaligen Königreiche Preußen und Bayern befinden sich im Wald um die Anlage.

## Beschreibung
Die Schanze diente als Ausgangsbasis zur Überwachung der Straße Bischofsheim–Gersfeld und als Rückzugsbasis bei Plünderungen in den umliegenden Orten der Rhön. Der Name Schwedenschanze entstand nach dem Dreißigjährigen Krieg, obwohl die Schanze vermutlich nicht von den Schweden, sondern von den kaiserlichen Truppen errichtet wurde. Beim Bau der Schanze bezog man eine alte Landwehr aus dem Mittelalter ein.
Weil sich die Schwedenschanze im Truppenübungsplatz Wildflecken befindet, ist sie normalerweise für die Öffentlichkeit nicht mehr zugänglich. Eine Tradition jedoch, welche die Bundeswehr nach dem Abzug der amerikanischen Streitkräfte aus Wildflecken (1994) fortsetzt, ist der alljährlich am letzten Juliwochenende stattfindende „Volksmarsch“ durch das militärische Sperrgebiet. Dabei besteht die Möglichkeit, das sonst unzugängliche Gelände auf vorgeschriebenen Wegen zu erwandern. Bei jährlich wechselnden Routen kann dabei gelegentlich auch die Schwedenschanze besichtigt werden.